# ベニユタカ
ベニユタカ（紅豊、学名：Cerasus Sato-zakura Group ‘Beni-yutaka’）はバラ科サクラ属のサクラ。日本原産の栽培品種のヤエザクラで、1961年に浅利政俊がマツマエハヤザキ（松前早咲）にリュウウンインベニヤエ（龍雲院紅八重）を交配し作出した。オオシマザクラ系の栽培品種であるためサトザクラ群に属する。

## 特徴

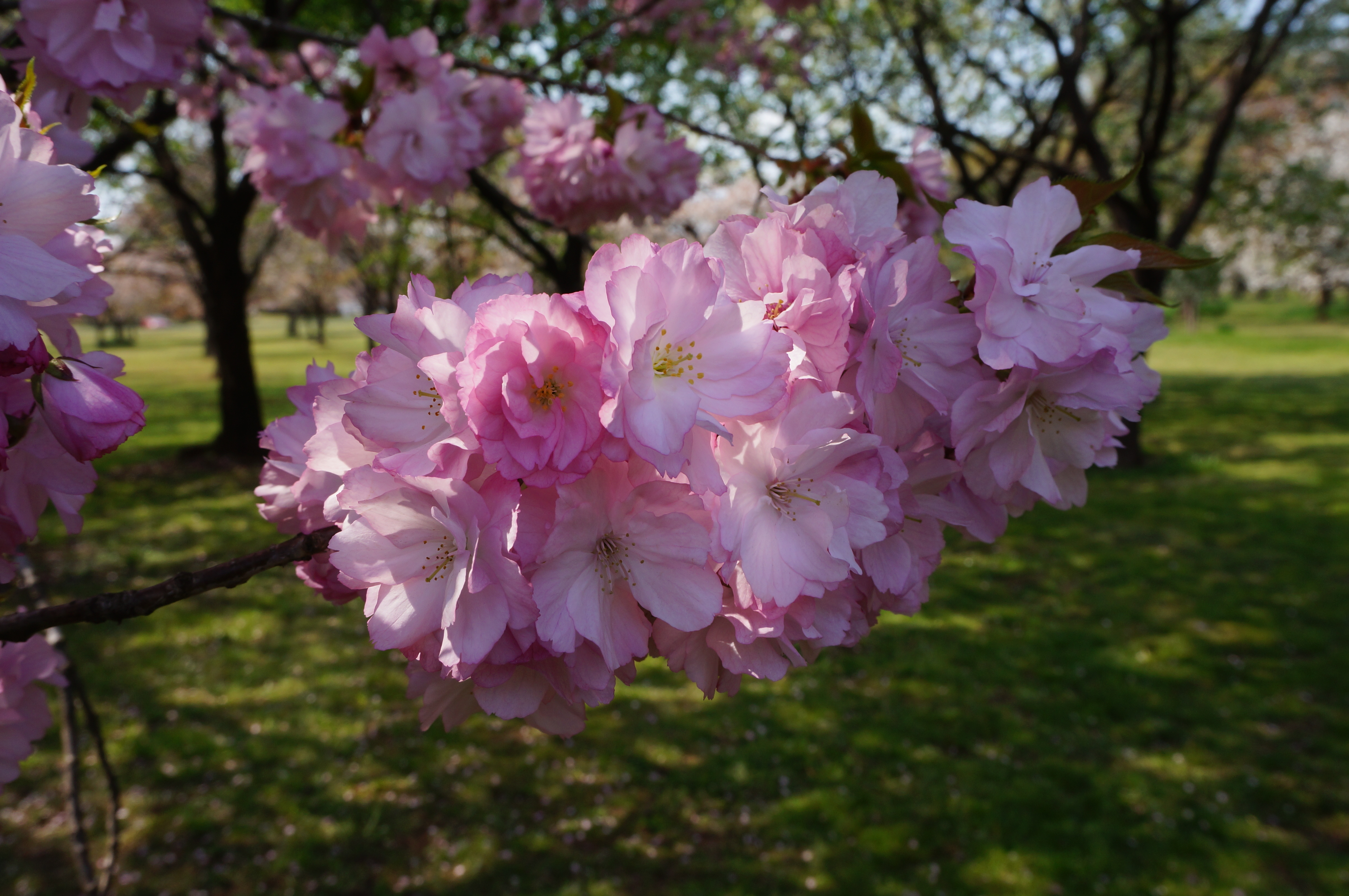
ベニユタカの大輪の花弁（日本花の会 結城農場にて）

樹高は亜高木で樹形は広卵状。八重咲きで大輪の花を咲かせ、花弁の色は濃紅色。東京の花期は4月中旬。両親がマツマエハヤザキとリュウウンインベニヤエのため、遺伝的には野生種のチョウジザクラ、ヤマザクラ、オオシマザクラ、オオヤマザクラの雑種ともいえる。

## ベニユタカと松前系のサクラ

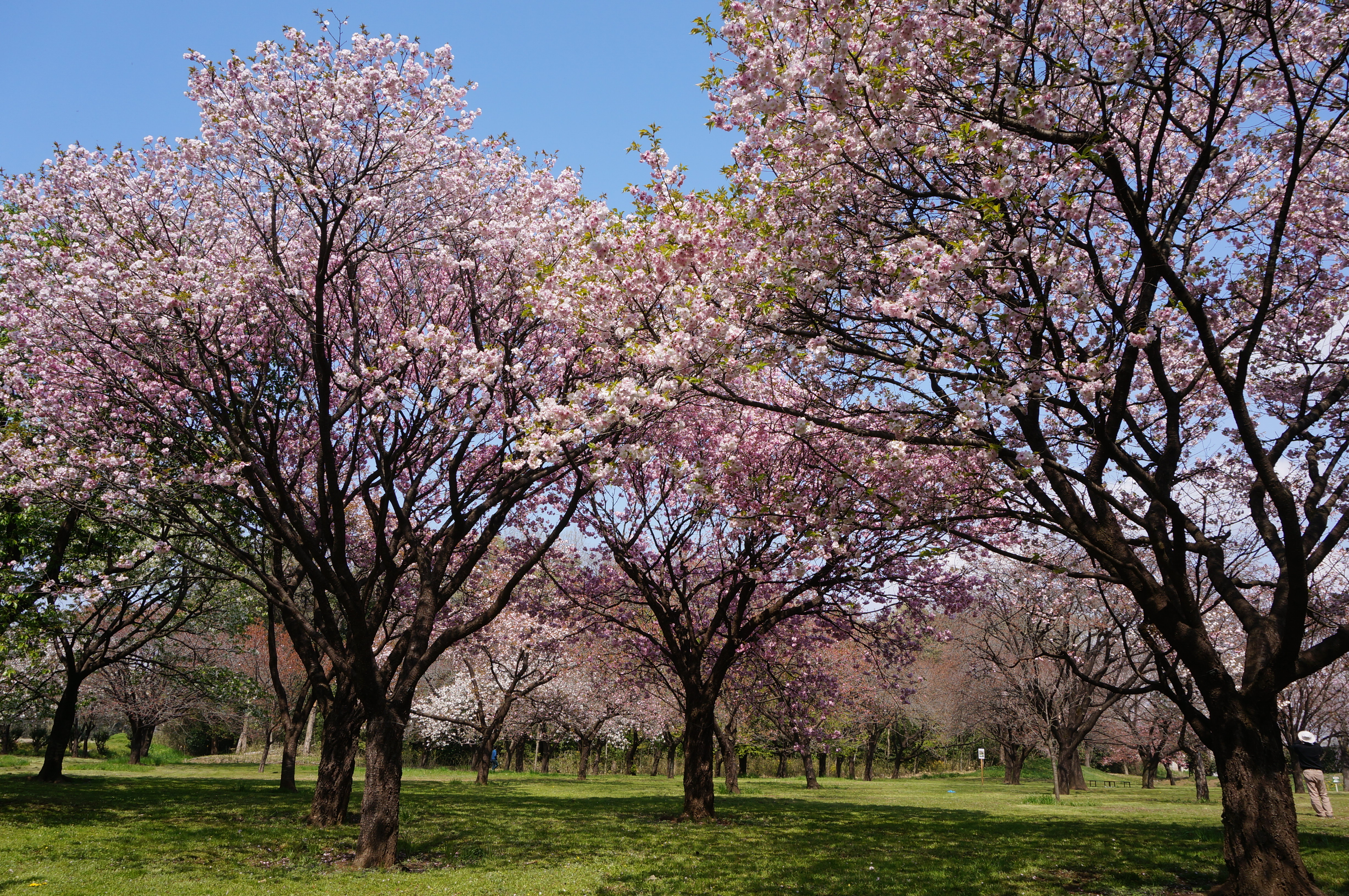
マツマエハヤザキ（右手前）と浅利政俊が作出したアカツキナデン（左手前）とベニユタカ（中奥）。日本花の会 結城農場にて。

ベニユタカは浅利政俊が作出した栽培品種のサクラのうちの代表的な品種である。浅利は昭和20年代に北海道松前町に教員として赴任してサクラの研究を開始し、江戸時代から松前町にある血脈桜として有名なマツマエハヤザキを交配するなどして、現在までに100以上の栽培品種を作出してきた。松前公園は日本さくら名所100選のひとつであり、250種1万本のサクラが植栽されているが、このうち半分近くの品種を浅利が作出してきたことになる。浅利が作出した松前系のサクラ53本は、1980年に日本花の会によりイギリスの王立植物園のキューガーデンに植栽された他、王立ウィンザー大公園にも植栽され56品種の松前系のサクラが活着している。このうちベニユタカとウンリュウインベニヤエなど19品種がガーデン・メリット賞に選出されている。